# Javier Saviola
Javier Pedro Saviola (født 11. december 1981 i Buenos Aires) er tidligere argentinsk fodboldspiller (angriber).
Gennem sin karriere spillede Saviola for flere europæiske storklubber, så som FC Barcelona, Real Madrid, Sevilla FC og Malaga i Spanien, Benfica i Portugal samt AS Monaco i Frankrig.
Han nåede desuden 39 kampe og 11 mål for Argentinas landshold.